# مرهج (اسم)
مرهج هو اسم علم مذكر من أصل عربي، ومعناه هو مثير الغبارمن الفعل أرهج أثار الغبارو مثير الفتن بين القوم، وأرهجت السماء همت بالمطر، ولعلهم يريدون المحارب الفارس، والرهج ما ثار من الغبار والرهج الفتنة الشغب.

## شخصيات تحمل الاسم
- مرهج بن نمرون (1625 – )
- مرهج الجرماني (1972-2024)

## وصلات خارجية
- موسوعة السلطان قابوس لأسماء العرب